# コロルノの戦い
コロルノの戦い（コロルノのたたかい、イタリア語: Battaglia di Colorno）は、ポーランド継承戦争中の1734年5月25日から6月5日まで、フランスとサルデーニャの連合軍がオーストリア、神聖ローマ皇帝軍と戦った戦闘。戦闘はパルマから約10キロメートル北のコロルノで行われた。

## 背景
1733年にポーランド王アウグスト2世が死去すると、継承争いがおこり、すでに不穏状態にあるヨーロッパでの勢力均衡が崩れた。スペイン継承戦争で同盟したフランスとスペインは1733年11月7日のエスコリアル条約で再び手を組み、サルデーニャもオーストリアの圧力から逃れるために両国に味方した。一方でロシアのアンナ女帝とプロイセン王フリードリヒ・ヴィルヘルム1世は皇帝カール6世と三国同盟を組んだ。
フランス・サルデーニャ連合軍は1733年10月にミラノ公国に侵攻、大した損害も受けずにロンバルディアを占領した。1734年2月にトルトーナまで占領すると、フランス軍は冬営に入った。
すでに81歳の老将クロード・ルイ・エクトル・ド・ヴィラール元帥はイタリア軍を率いていたが、彼はルイ15世に面会するためにフランスへ帰国したため（1734年6月17日に道中のトリノで死去）、フランス軍の指揮は元帥に叙されたフランソワ＝マリー・ド・ブロイとフランソワ・ド・フランクトー・ド・コワニーが継いだ。サルデーニャ軍は王のカルロ・エマヌエーレ3世自らが率いた。
オーストリア軍はクロード・フロリモン・ド・メルシーとフリードリヒ・ルートヴィヒ・フォン・ヴュルテンベルク＝ヴィンネンタルが率いたが、二人の意見の相違により戦闘の準備は緩慢にしか進まなかった。1734年2月から4月までの間、オーストリアと神聖ローマ帝国軍はマントヴァに集結、当時の新聞では6万人とされた。その後、オーストリア軍はパルマへ移動、5月2日にポルトーレ（Portole）とモンテ・ディ・サン・ベネデット（Monte di San Benedetto）の2箇所に橋を架けてポー川を渡河し、ノヴェッラーラとミランドラとグアスタッラを占領、ソルボロ・レヴァンテとセッラグリオ・マントヴァーノに軍の大半を配置した。
フランス軍はカザルマッジョーレの高地でポー川を渡った後、パルマの北、コロルノ近くのサッカ（Sacca）の高地で要塞化された防御線を築いた。サルデーニャ軍2万人はサングイニャ（Sanguigna）に布陣、これに5個大隊と砲兵隊が加わり、コロルノ公宮殿の守備に就いた。

## 戦闘
5月25日、オーストリア軍のフザールと竜騎兵はパルマから進軍、コロルノを占領しようとしたが撃退された。
6月1日、コロルノに対する2度目の突撃で、オーストリア軍のレオポール・マルク・デ・リュネヴィルを含む800人が戦死したが、突撃は失敗した。
6月2日から5日まで、オーストリア軍の砲兵隊はコロルノに砲撃し、連合軍の占領したコロルノ公宮殿と庭園、およびトッレ・デッレ・アックエを破壊した。オーストリア軍は5日だけで200人が戦死したため撤退、カルロ・エマヌエーレ3世はその後にコロルノに入城した。

## その後
オーストリア軍はコロルノからパルマとヴァル・ディ・タロへ撤退、一方はフランスとサルデーニャの連合軍はパルマの西のクロチェッタに集結、6月29日にサン・ピエトロの戦いを戦った。

## 文化において
フランチェスコ・シモニーニはこの戦闘について油絵を描き、現代ではイゾラ・マドレのピナコテチャ・ボッロメモの戦闘の間に残っている。